# 第42親衛自動車化狙撃師団 (ロシア陸軍)
第42親衛自動車化狙撃師団（だい42しんえいじどうしゃかそげきしだん、ロシア語: 42-я гвардейская мотострелковая дивизия）は、ロシア陸軍の師団。第58親衛諸兵科連合軍隷下。

## 歴史

### 第二次世界大戦
1940年7月16日、第二次世界大戦の影響に伴い、赤軍第111狙撃師団としてロシア・ソビエト連邦社会主義共和国で創設された。
1941年6月から独ソ戦に投入され、7月にイワン・イワノフ師団長が戦死したが枢軸国に勝利し、赤旗勲章、名誉称号「親衛隊」、「イェウパトーリヤ」を授与されて、第24親衛狙撃師団に改称された。
1946年2月、ブリャンスク州に移駐し、部隊縮小に伴い、第3独立親衛狙撃旅団に改編された。

### 冷戦期
1949年9月、チェチェン・イングーシ自治ソビエト社会主義共和国に移駐し、部隊増強に伴い、第24親衛狙撃師団に改編された。
1957年6月、機械化に伴い、第42親衛自動車化狙撃師団に改編された。
1960年10月、訓練部隊化に伴い、第42親衛訓練自動車化狙撃師団に改編された。
1987年9月、訓練施設化に伴い、第173親衛訓練所に改編されたが、1992年4月に解隊された。武器・装備はロシア本土へ移送予定だったが、資金難で頓挫したため、第一次チェチェン紛争でチェチェン独立派のチェチェン・イチケリア共和国に強奪された。

### ロシア

第18独立親衛自動車化狙撃旅団

2000年1月、第二次チェチェン紛争の影響に伴い、ロシア陸軍第42親衛自動車化狙撃師団としてチェチェン共和国で再編された。
2000年5月、第70親衛自動車化狙撃連隊が第二次チェチェン紛争に投入された。
2008年8月、南オセチア紛争に投入され、グルジアに勝利した。
2008年12月、部隊縮小に伴い、第18独立親衛自動車化狙撃旅団に改編された。

### ドンバス戦争
2014年8月、ドンバス戦争で東部ドネツィク州に配備され、ドンバスの親ロシア派分離主義勢力を火力支援した。
2016年12月、部隊増強に伴い、第42親衛自動車化狙撃師団に改編された。

### ロシアのウクライナ侵攻

#### 南部・ヘルソン戦線
2022年2月24日、ロシアのウクライナ侵攻でクリミア共和国に配備され、第58諸兵科連合軍の隷下部隊として第7親衛空挺師団と共に攻勢を開始し、3月に南部ヘルソン州ヘルソンを占領した。

#### 南部・ザポリージャ戦線
2022年3月、第136独立親衛自動車化狙撃旅団と共に攻勢を開始し、南部ザポリージャ州ヴァシリウカ、トクマク、ポロヒーを占領したが、第291連隊のアンドレイ・リスノフ戦車大隊長が戦死してオリヒウ方面で撃退された。
2022年4月、第71連隊、第291連隊が南部ザポリージャ州で攻勢を開始したが、フリャイポレ方面で撃退された。

#### 東部・南ドネツク戦線
2022年3月、東部ドネツィク州で攻勢を開始したが、第70連隊が大損害を受け、第291連隊のドミトリー・オレホフ、ディビル・ディビロフ両副連隊長が戦死してヴフレダール方面で撃退された。
2022年9月、北アフマト連隊が新編された。

#### 南部・ヘルソン戦線
2022年10月、第50親衛自走砲連隊が南部ヘルソン州に再配置され、ベリスラフ守備隊を火力支援したが、11月にドニエプル川西岸を解放されて撤退した。

#### 東部・アウディーイウカ戦線
2023年1月、東部ドネツィク州ポクロウシク地区に再配置され、第150自動車化狙撃師団、第1軍団隷下の第5独立自動車化狙撃旅団と合同で攻勢を開始したが、第71連隊のミハイル・ニキリン連隊長、イワン・モリトビン大隊長、ムスタファ・ボコフ大隊長が戦死してマリンカ方面で撃退された。

#### 南部・ザポリージャ戦線
2023年6月、南部ザポリージャ州に再配置され、第19自動車化狙撃師団と共に第47独立機械化旅団、第33独立機械化旅団の攻勢を防御してレオパルト23輌を含む戦車30輌以上の大損害を与え撃退した。同月に第291連隊のオレグ・クドリャフツェフ連隊長が戦死し、8月に第1防衛線のロボティネを解放されたが、第2防衛線のベルボベで撃退した。2024年2月に第70連隊が反撃してバンザイ突撃で大損害を出したが、弾薬不足のウクライナ軍をロボティネで押し戻した。

#### 東部・バフムート戦線
2023年12月、北アフマト連隊が激戦地の東部ドネツィク州バフムート地区に再配置され、第2親衛軍団隷下の第88独立自動車化狙撃旅団と共にバフムート南のクリシチウカ方面に展開した。

## 編制
- 師団司令部（ハンカラ）
- 第70親衛自動車化狙撃連隊
- 第71親衛自動車化狙撃連隊
- 第291親衛自動車化狙撃連隊
- 第78自動車化狙撃連隊 北アフマト
- 第50親衛自走砲連隊
- 第150独立対戦車砲大隊
- 第245独立高射ミサイル大隊

- 第417独立偵察大隊
- 第539独立工兵大隊
- 第378独立通信大隊
- 第474独立兵站大隊
- 第106独立衛生大隊
- 電子戦中隊
- NBC防護中隊
- 無人機中隊

## 第42親衛訓練自動車化狙撃師団編制

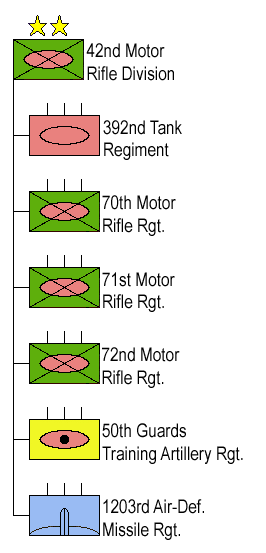
編制図

- 師団司令部（グロズヌイ）
- 第70親衛訓練自動車化狙撃連隊
- 第71親衛訓練自動車化狙撃連隊
- 第72親衛訓練自動車化狙撃連隊
- 第392訓練戦車連隊
- 第50親衛訓練砲兵連隊
- 第1203訓練高射ミサイル連隊

## 出身者
- サイード＝マゴメド・カキエフ
- スリム・ヤマダエフ
- セルゲイ・スロヴィキン
- ピョートル・コシェヴォーイ